# Illa volcànica

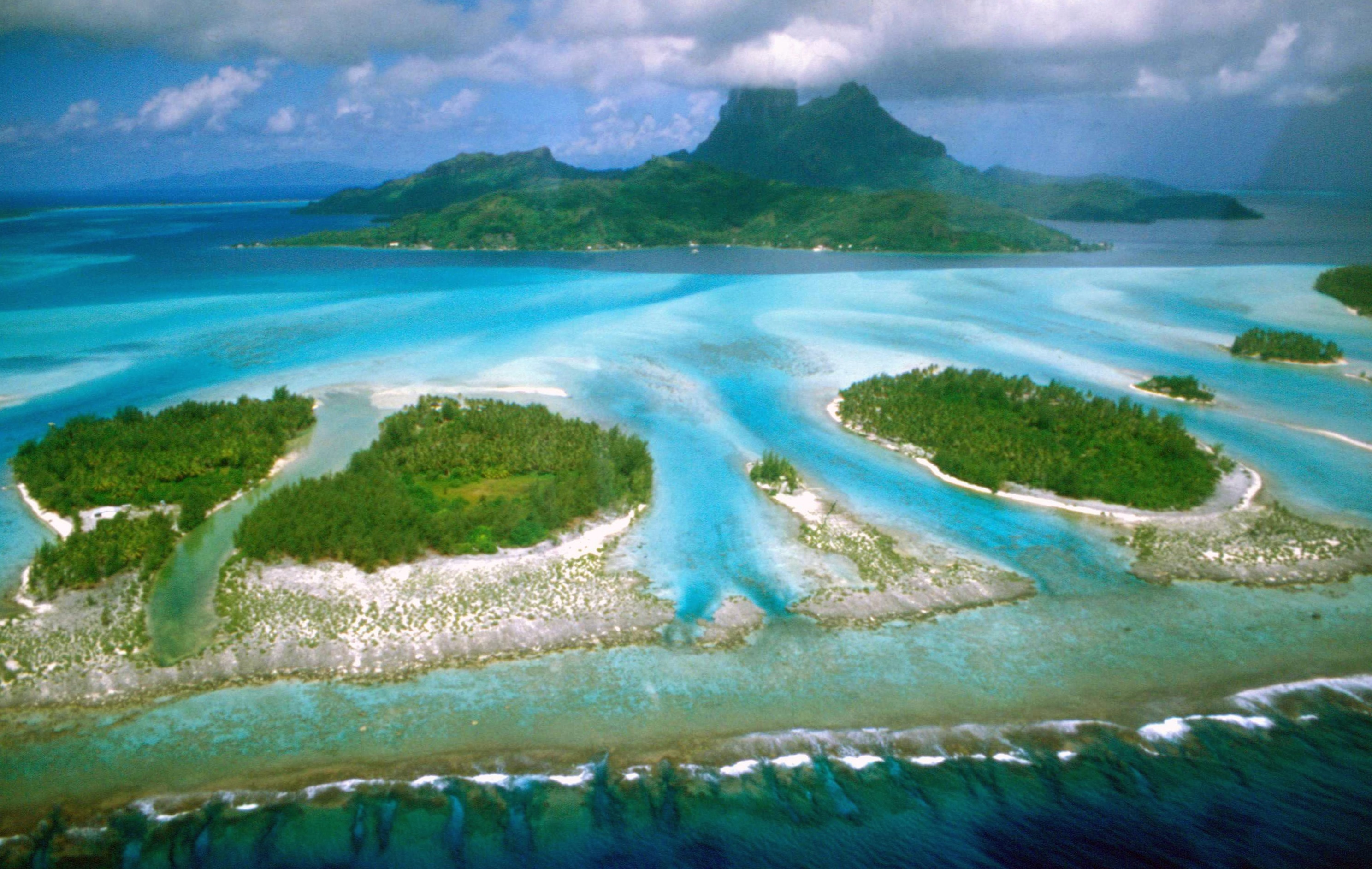
Atol de Bora Bora. En primer pla, les illes de coral que formen l'anell de l'atol. Al fons, l'illa principal (volcànica).

Una illa volcànica és una illa que té un origen volcànic. Volcà submarí que ha crescut prou per arribar a emergir de la mar (o bé d’un gran llac), o que ho ha fet per d'altres causes: epirogènesi, eustatisme o d'altres. (en island volcano, volcanic island; es isla volcánica; fr île volcanique). Un exemple són les illes de corall que tenen per origen la sedimentació. Els dos tipus d'illes s'acostumen a trobar a prop les unes de les altres, especialment a l'oceà Pacífic.

## Formació
Les illes volcàniques són estructures que poden tenir diferent origen depenent del context geodinàmic. Estan formades per la lava solidificada sorgida de volcans que originàriament es trobaven per sota del nivell del mar. Des de fa uns quants anys, la vulcanologia s'ha encarregat d'estudiar l'origen dels volcans submarins, com generen illes volcàniques i com evolucionen. La gènesi de les illes volcàniques està relacionada amb el context geodinàmic i l'aportació de magma en el temps (Plank et al., 2020). Amb tot, l'origen de les illes volcàniques està subjecte a anomalies de fusió del mantell i a dinàmiques relacionades amb els moviments de les plaques tectòniques.

## Tipus d'illes volcàniques
Les illes volcàniques que es van formar per l'activitat de volcans submarins […] Poden ser de tres tipus: arcs d'illes (en zones de subducció), en dorsals oceàniques i en punts calents intraplaca.

### Arc d'illes

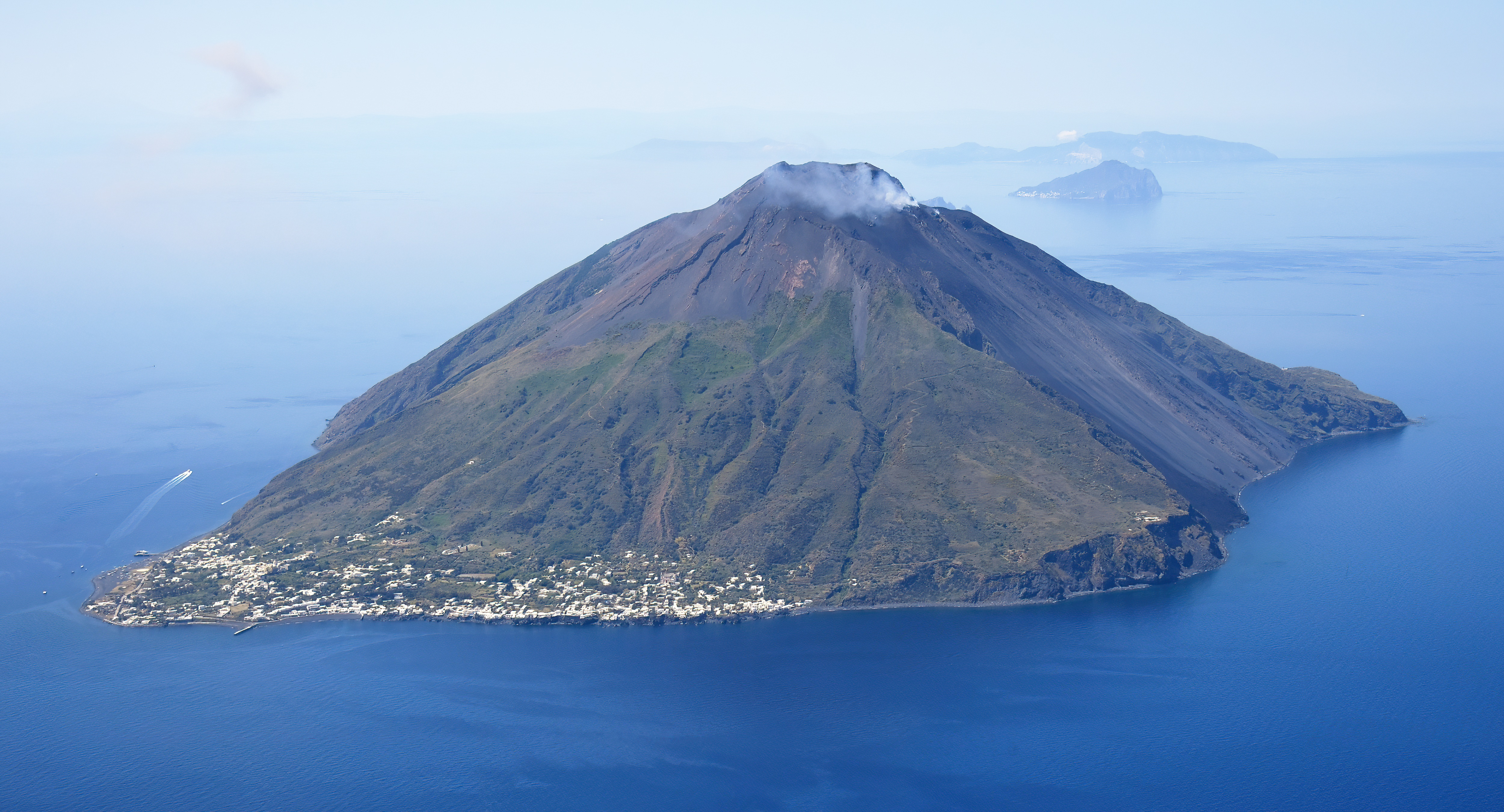
L'Stromboli és una de les vuit Illes Eòlies, un arc volcànic al nord de Sicília

Són les que estan formades per una placa tectònica que flueix per sota d'una altra. La subducció crea una cadena de volcans que, a mesura que emergeixen, formen una cadena d'illes.
Els arcs d'illes solen ser una cadena corba d'illes volcàniques que es produeixen al voltant del marge de les conques oceàniques. La curvatura i la naturalesa volcànica són els seus trets característics importants. L'arc és convex cap a l'oceà i còncau cap al continent amb una rasa profunda paral·lela a l'arc al llarg del costat convex (oceà). Els arcs i les rases tenen centenars de quilòmetres. Alguns exemples coneguts d'arcs insulars són les illes del Japó, les illes Aleutianes d'Alaska, les illes Mariannes, totes elles al Pacífic, i les Petites Antilles al Carib. L'abundància de roques volcàniques al voltant de l'oceà Pacífic ha portat a la designació del marge del Pacífic com a "anell de foc". La majoria dels volcans actius del món es troben en aquest cinturó.

### De dorsal intraoceànica
Les provinents de volcans submergits que formaven part d'una dorsal oceànica. Els volcans de rift (al centre de la dorsal) es formen quan el magma puja a la bretxa entre plaques divergents. Per tant, aquests volcans, es produeixen als límits reals de les plaques o a prop. Els mesuraments realitzats a Islàndia suggereixen que la separació de plaques és un procés continu però que la fractura és intermitent, anàloga a una goma elàstica que s'estira lentament fins que es trenca. Els conjunts de terratrèmols i les erupcions volcàniques es produeixen quan l'estirament supera la força de les roques properes a la superfície, que després fractura al llarg d'esquerdes de submersió pronunciada paral·leles a l'esquerda. El magma basàltic que s'eleva al llarg d'aquestes fractures provoca erupcions de fissures de tipus islandès.

### Punt calent d'interplaca
Formades per un punt calent (hot spot) sobre el qual es mou una placa tectònica. Això genera extenses acumulacions de magma, que puja seguint corrents convectius procedents de prop del nucli terrestre. Al llarg del temps geològic, a mesura que la placa litosfèrica es desplaça sobre un punt calent, neixen nous volcans que resten alineats entre ells. Això es dona, per exemple, a les illes Hawaii i a les illes Canàries.

## Forma i característiques
Les illes volcàniques són geològicament les illes més joves i no pertanyen a cap plataforma continental. Agunes illes també són el resultat combinat de processos volcànics i continentals.
Cal tenir en compte que el vulcanisme submarí pot ser el més important quant a volum, pel fet que hom només detecta una petita proporció dels volcans oceànics, que correspon a aquells que emergeixen per sobre el nivell de la mar.
Les illes volcàniques, sovint formen una filera o arc d’illes, arc insular que sovint voreja les fosses oceàniques i que habitualment és convexa vers l’oceà obert. Hom hi distingeix un arc extern o frontal, sense volcans actius, i un arc intern, amb volcans actius. Els arcs d’illes es compten entre les estructures geològiques més actives de la Terra.